# Museum Boijmans Van Beuningen
Museum Boijmans Van Beuningen, v možném překladu: Muzeum Boijmanse a Van Beuningena, je umělecké muzeum v nizozemském městě Rotterdam. Nazváno je po dvou hlavních donátorech, Fransi Jacobovi Ottovi Boijmansovi a Daniëlu Georgeovi van Beuningenovi. Nachází se v tzv. Museumparku, kde sídlí i jiná místní muzea a galerie jako například Kunsthal nebo Muzeum přírodní historie. Muzeum vzniklo roku 1849. Od svého založení se stalo domovem více než 151 000 uměleckých děl. Ve sbírce, která sahá od středověkého po současné umění, jsou díla Rembrandta, Clauda Moneta, Vincenta van Gogha, Salvadora Dalího nebo Petera Paula Rubense. Muzeum je od poloviny roku 2019 uzavřeno. V roce 2024 schválila rotterdamská městská rada ambiciózní rekonstrukci za 359 milionů eur. Muzeum má být znovu otevřeno v roce 2030. Před uzavření bylo 13. nejnavštěvovanějším muzeem v Nizozemsku.